# Schloss Eibiswald

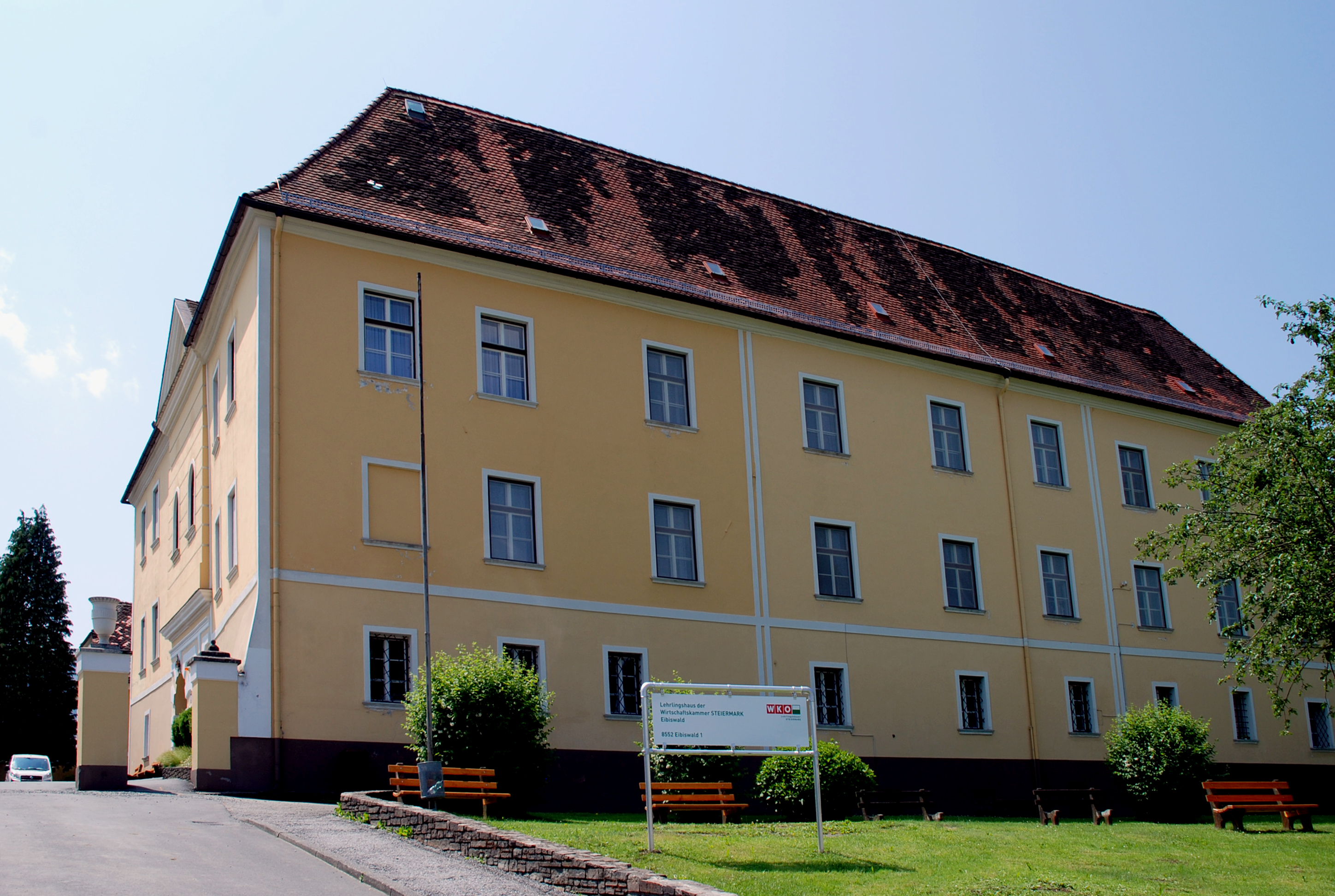
Das Schloss im Juni 2011

Das Schloss Eibiswald ist ein Schloss in der Marktgemeinde Eibiswald in der Steiermark in Österreich.
Seine Geschichte führt bis auf die zweite Hälfte des 12. Jahrhunderts zurück. Seit 1953 gehört das Schloss der Kammer der gewerblichen Wirtschaft der Steiermark, welche darin eine Landesberufsschule unterhält.

## Standort
Das Schloss steht auf einem Hügel innerhalb des Ortsgebietes von Eibiswald.

## Geschichte
An der Stelle des heutigen Schlosses befand sich früher eine vermutlich um 1170 errichtete Burg, die ursprünglich vermutlich im  Eigenbesitz der Herren von Mureck war und die Straße zum Radlpass sicherte. Sie wird als Nachfolgerin der Anlage „Turmbauerkogel“ südlich von Eibiswald betrachtet, deren Anfänge ebenfalls in das 11. und 12. Jahrhundert datiert werden. Ende des 15. Jahrhunderts wurde das Gemäuser der Anlage am Turmbauerkogel für den Ausbau des Schlosses Eibiswald verwendet. Wann sich der Verwaltungsschwerpunkt von der Anlage am Turmbauerkogel zum Schloss Eibiswald verlagerte, ist nicht genau zu ermitteln, die Veränderung wird mit der Neugestaltung des Ortes Eibiswald in der Zeit des Königs Ottokar II. Přemysl, der ab 1261 auch Herrscher der Steiermark war, in Verbindung gebracht. Nach dem Aussterben des Geschlechts der Murecker kam die Burg in landesfürstlichen Besitz. Aus dem Jahr 1255 stammt die erste urkundliche Erwähnung des Sitzes, als er zusammen mit dem dazugehörigen Landgericht an Herbort von Füllenstein verliehen wurde. Im 13. Jahrhundert hatte die Burg den Namen „Ybanswalde“, welcher auf einen Herrn Iwein zurückzuführen ist. Im Jahr 1294 kam das Anwesen als Lehen an Hartnid von Wildon. Die Wildoner setzten Dienstleute ein, die das Gut für sie verwalteten und sich selbst, obwohl sie nicht miteinander verwandt waren, nach Eibiswald nannten.
Den Wildonern folgten 1332 die Herren von Wilthausen im Besitz nach. Diese mussten allerdings, um verschiedene Erbansprüche abzugelten, die Burg 1345 an Haug von Tybein (Duino) verpfänden. Im Jahr 1401 kam Eibiswald an Rudolf I. von Walsee. Während der Walseer Fehde wurde die Burg von Söldnern des Herzog Ernst erstürmt. Erst nach dem Friedensschluss mit dem Herzog kam Eibiswald wieder in den Besitz der Herren von Walsee, welche es jedoch 1456 kurzzeitig an Leutold von Stubenberg verpfänden mussten. Wolfgang V. von Walsee verkaufte die Herrschaft 1464 an Kaiser Friedrich III., der sie einige Jahre später an Wilhelm Graßl verpachtete. Nachdem Graßl im Kampf gegen die Türken gefallen war, übernahm 1475 Andree Spangsteiner die Pacht. 1479 kam es zu einer Besetzung durch die Ungarn. Kaiser Maximilian I. verkaufte im Jahr 1500 das Gut an Siegmund von Eibiswald. Die über den Radlpass einfallenden Türken verwüsteten 1532 die zur Herrschaft Eibiswald gehörenden Bauernhöfe, verschonten aber die Burg.
Im Jahr 1572 kam es zu einem Brand, der die Burg zerstörte. Wilhelm von Eibiswald ließ die Brandruine zu einem Renaissanceschloss ausbauen. Nach seinem Tod im Jahr 1576 ging die Herrschaft Eibiswald wieder an die Landesfürsten. Die Brüder von Wilhelm, Christof und Georg, konnten sie nicht zurückkaufen, sondern nur pachten. Erzherzog Karl von Innerösterreich verkaufte das Schloss 1579 an Hans Leyb, der es weiter ausbaute. Im Jahr 1622 kam das Anwesen in den Besitz von Julius Neidhart von Mörsperg (später Graf von Mörsperg und Beffort), der es 1624 als freies Eigen erwarb. Zwischen 1639 und 1674 saßen wieder die Freiherren von Eibiswald auf dem Anwesen. Nach 1674 gelangte das Schloss in den Besitz von Otto Wilhelm Graf Schrottenbach (Schrattenbach) und seiner Familie. Ab 1775 war Ignaz Ernst Purgay Verwalter, ab 1784 Pächter und ab 1800 Besitzer der Herrschaft Eibiswald. Da Purgay wegen fehlgeschlagener Spekulationen Schulden hatte, wurde das Anwesen 1820 beschlagnahmt und 1829 an Friedrich Georg Hansa verkauft. Die Familie Hansa blieb bis ins Jahr 1883 im Besitz des Schlosses. 1890 kaufte der Vinzenzverein für freiwillige Armenpflege das Schloss und richtete darin ein Knabeninternat ein, das bis 1938 bestand. Seit 1953 gehört das Gebäude der Kammer der gewerblichen Wirtschaft der Steiermark, die darin die Landesberufschule für Elektroinstallationstechnik und Radiomechanik unterhält. Die letzte Restaurierung des Schlosses fand 1985 statt.

## Beschreibung

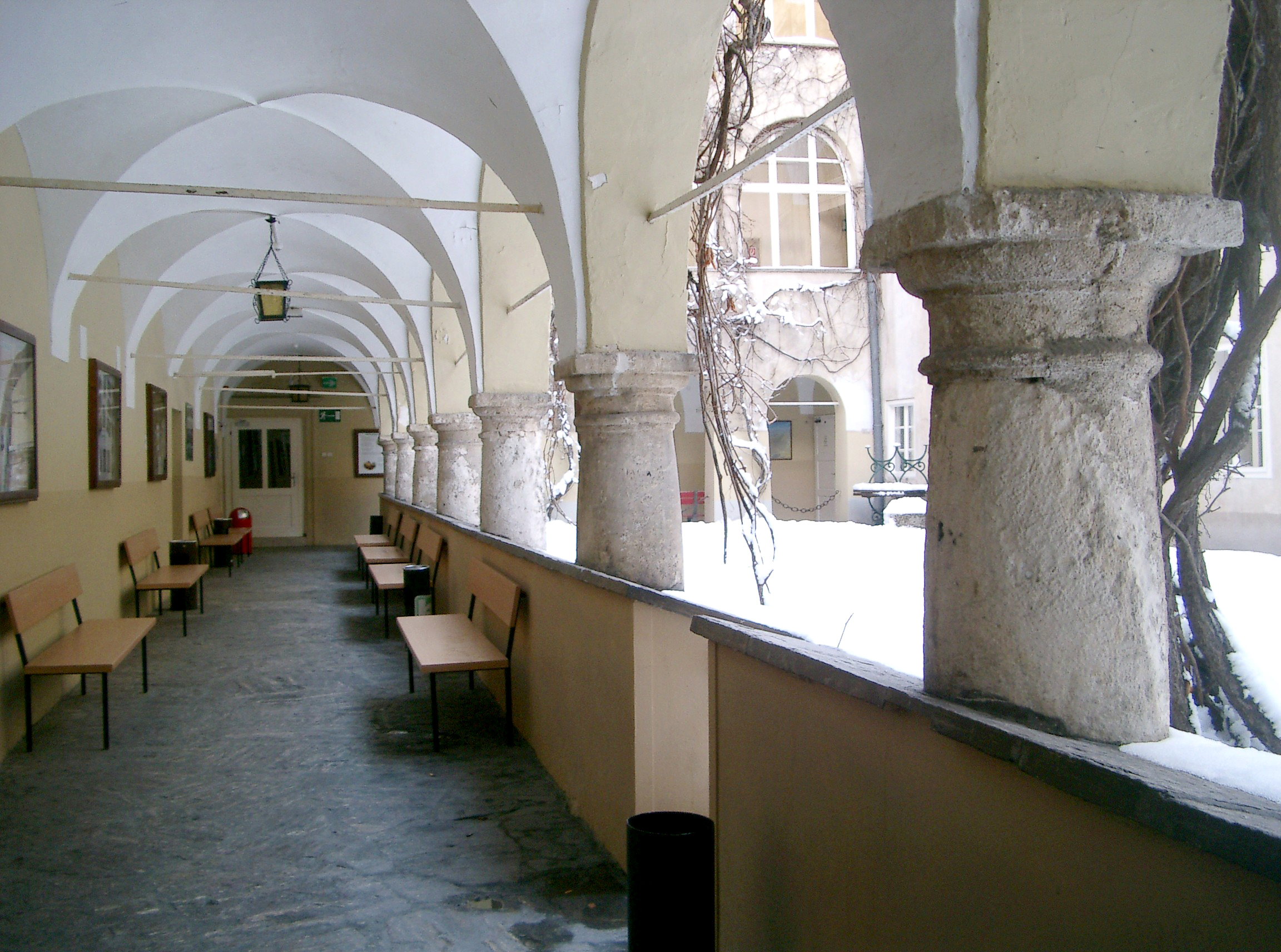
Ein Teil der Säulenarkaden im Erdgeschoß

Das Schloss ist eine vierflügelige, zweistöckige Anlage um einen schmalen, rechteckigen Innenhof. An drei Seiten des Hofes befinden sich dreigeschoßige Säulenarkaden, die in den Obergeschoßen verglast sind. Die Eingangsfassade im Osten hat einen Mittelrisalit vom Beginn des 19. Jahrhunderts. Das rustizierende Zwillingsportal aus dem späten 17. Jahrhundert dient als Eingangsportal zum Schloss. Der Dreiecksgiebel über dem Zwillingsportal stammt aus dem beginnenden 19. Jahrhundert und wurde an der Stelle eines Uhrturms aus dem 17. Jahrhundert errichtet. Neben dem Portal befindet sich ein Fresko, mit dem Schloss im späten 17. Jahrhundert.
Die Räume des Erdgeschoßes werden von wuchtigen Kreuzgratgewölben überspannt. Im zweiten Obergeschoß findet man einige schwere Holzbalkendecken. Weiters sind einige Stuckdecken aus der zweiten Hälfte des 17. Jahrhunderts erhalten.
Von den ehemaligen Wehranlagen sind nur wenige Reste erhalten. Früher war das Schloss von einer mit Wehrgängen versehenen Mauer umgeben, die im Süden durch zwei vorspringende Vierecktürme verstärkt war. Der Zugang erfolgte über einen runden Torturm. Vor dem Schlossgraben befand sich ein Rundturm zum Schutz des Zugangs. Der Graben wurde gegen Ende des 17. Jahrhunderts zugeschüttet. An der Stelle der Wehranlagen wurden im 20. Jahrhundert Gebäude für den Schulbetrieb errichtet.